# Leonardo Costagliola
Leonardo Costagliola, detto Nardino (Taranto, 27 ottobre 1921 – Firenze, 7 marzo 2008), è stato un calciatore e allenatore di calcio italiano, di ruolo portiere.

## Carriera

### Giocatore

#### Club
Soprannominato gatto magico, debutta nella sua città, Taranto, ad appena diciassette anni, come portiere della Pro Italia; in realtà inizia a giocare a calcio come mediano senza particolare successo, trasformandosi casualmente in portiere grazie a un infortunio dell'estremo difensore proitaliano titolare, avvenuto durante una partita. Durante la guerra passa all'U.S. Bari per la somma di diecimila lire e veste una prima volta i colori bianco-rossi dal 1940 al 1943. Ma il conflitto mondiale non consente l'effettuazione di campionati di Calcio regolari delle stagioni 1943-1944 e 1944-1945.
Dopo la liberazione del sud, Leonardo Costagliola partecipa con l'U.S. Conversano al "Campionato d'Italia libera", vincendo il titolo del girone centro sud nel 1944.
Ritorna ancora al Bari nel 1945 e partecipa con esso al "Campionato misto" 1944-1945, che vince; viene ricostituita la Serie A e con la stessa squadra disputa le stagioni 1945-1946 (girone centro-meridionale di Divisione Nazionale), 1946-1947 (terminata dai galletti al settimo posto, piazzamento non eguagliato dai pugliesi nel resto della loro storia) e 1947-1948.
Il giocatore viene quindi ceduto alla Fiorentina in cambio di Giuseppe Moro e con i gigliati gioca nei campionati di Serie A dal 1948 al 1955.
Disputa complessivamente in Serie A 336 partite in undici campionati, quattro dei quali giocati con il Bari e sette con la Fiorentina.

#### Nazionale
Diviene il portiere della Nazionale italiana negli anni 1953-1954. È schierato per tre gare ufficiali (giocate tutte per 90 minuti) e subisce in tutto due reti. Tutte le partite in cui difende la porta, vengono vinte dall'Italia.
È convocato per la prima volta e debutta come portiere della Nazionale venerdì 13 novembre 1953 al Cairo, per l'incontro Egitto-Italia (1-2), gara valida per la qualificazione al Campionato del mondo del 1954.
Scende poi in campo in Italia-Cecoslovacchia, (3-0) domenica 13 dicembre 1953 (a Genova) per la Coppa Internazionale, concludendo l'incontro a reti inviolate. È la prima volta che la Rai trasmette una partita in televisione: il telecronista è Nicolò Carosio. È la prova generale della RAI prima dell'inaugurazione ufficiale delle trasmissioni.
Domenica 24 gennaio 1954 gioca Italia-Egitto (5-1) a San Siro (Milano) sotto la neve, gara valida per la qualificazione al Campionato del mondo del 1954. L'Italia vince il gruppo 9 europeo, grazie alle due vittorie sull'Egitto. Anche questo incontro viene trasmesso in televisione ed è la prima partita di calcio dopo l'inaugurazione dei programmi Rai.
Al Campionato del mondo del 1954 in Svizzera è il terzo portiere della selezione azzurra.

### Allenatore
Anche come allenatore debutta nella sua regione, prima sulla panchina del Taranto nel campionato di Serie B 1957-1958 e poi su quella del Foggia nella stagione successiva, che si conclude con la promozione dalla Serie C alla serie cadetta; poi torna in terza serie e nel 1961 cede la guida tecnica dei satanelli a Oronzo Pugliese.
Dopo due anni sulla panchina del Pescara, allena il Siracusa e in seguito torna a Taranto dove allena i rossoblu nella parte finale della stagione 1964-1965 e l'inizio della stagione seguente; nel 1967-1968, dopo aver iniziato il campionato al Chieti passa al Siracusa, ancora in terza serie. Nel campionato 1970-1971 allena in seconda serie la Casertana e negli anni 1971-1973, con il Modena, retrocede dalla B alla C. Allena infine il Venezia all'inizio del campionato 1981-1982, in Serie C2, venendo sostituito prima di fine stagione da Paolo Ferrario.
È morto il 7 marzo 2008 a ottantasette anni, a Firenze, ultima città in cui si era trasferito.

## Statistiche

### Cronologia presenze e reti in nazionale
| Cronologia completa delle presenze e delle reti in nazionale ― Italia | Cronologia completa delle presenze e delle reti in nazionale ― Italia | Cronologia completa delle presenze e delle reti in nazionale ― Italia | Cronologia completa delle presenze e delle reti in nazionale ― Italia | Cronologia completa delle presenze e delle reti in nazionale ― Italia | Cronologia completa delle presenze e delle reti in nazionale ― Italia | Cronologia completa delle presenze e delle reti in nazionale ― Italia | Cronologia completa delle presenze e delle reti in nazionale ― Italia |
| Data                                                                  | Città                                                                 | In casa                                                               | Risultato                                                             | Ospiti                                                                | Competizione                                                          | Reti                                                                  | Note                                                                  |
| --------------------------------------------------------------------- | --------------------------------------------------------------------- | --------------------------------------------------------------------- | --------------------------------------------------------------------- | --------------------------------------------------------------------- | --------------------------------------------------------------------- | --------------------------------------------------------------------- | --------------------------------------------------------------------- |
| 13-11-1953                                                            | Il Cairo                                                              | Egitto                                                                | 1 – 2                                                                 | Italia                                                                | Qual. Mondiali 1954                                                   | -1                                                                    |                                                                       |
| 13-12-1953                                                            | Genova                                                                | Italia                                                                | 3 – 0                                                                 | Cecoslovacchia                                                        | Coppa Internazionale                                                  | -                                                                     |                                                                       |
| 24-1-1954                                                             | Milano                                                                | Italia                                                                | 5 – 1                                                                 | Egitto                                                                | Qual. Mondiali 1954                                                   | -1                                                                    |                                                                       |
| Totale                                                                |                                                                       | Presenze                                                              | 3                                                                     |                                                                       | Reti                                                                  | -2                                                                    |                                                                       |

## Curiosità
Nel 1948 prese parte al film 11 uomini e un pallone di Giorgio Simonelli, nella parte di se stesso.

## Palmarès

### Giocatore

#### Competizioni nazionali
- Serie B: 1

Bari: 1941-1942

#### Competizioni regionali
- Campionato dell'Italia libera:1

Conversano: 1944

### Allenatore

#### Competizioni nazionali
- Serie C: 2

Foggia: 1959-1960
Casertana: 1969-1970
Nardò: Inizi anni 70 un anno in Serie D